# J・R・スウィージー
J・R・スウィージー（J. R. Sweezy 1989年4月8日- ）はノースカロライナ州ムーアズビル出身の元アメリカンフットボール選手。現役時代のポジションはガード。

## 経歴

### プロ入り前
高校時代はラインバッカーとしてプレーし、2年次には115タックル、3サック、3年次には12試合で195タックル、6サック、4ファンブルリカバーをあげた。
ノースカロライナ州立大学に進学してディフェンシブエンドにコンバートされ、2007年はスカウトチームとしてプレーした。2008年には2試合に出場した。2009年には控えディフェンシブタックルとして全12試合に出場した。2010年にはチームトップの6サックをあげた。

### シアトル・シーホークス
2012年のNFLドラフト7巡225位（アーロン・カリーをオークランド・レイダースにトレードした見返りの指名権）でシアトル・シーホークスに指名されて入団した。大学までは守備選手としてプレーしていた彼はシーホークスではガードとして期待された。
開幕戦のアリゾナ・カージナルス戦では右ガードとして先発出場したが、ダーネル・ドケットに圧倒されたことから、第2週のダラス・カウボーイズ戦より控えに降格させられた。この年は3試合に先発、13試合に出場した。
2013年シーズンはレギュラーシーズン13試合、ポストシーズンにも出場した。この年チームは第48回スーパーボウルで勝利しチャンピオンとなった。
2014年シーズン、RGとしてレギュラーシーズンに全試合出場した。チームは再びスーパーボウルに出場したが、ニューイングランド・ペイトリオッツに敗れ、連覇とはならなかった。
2015年は15試合に出場した。

### タンパベイ・バッカニアーズ
2016年3月9日にタンパベイ・バッカニアーズと5年3250万ドルで契約した。しかしこの年は11月12日に故障者リスト入りするなどレギュラーシーズンの試合には未出場に終わった。
2017年シーズンも、開幕から14試合に出場するも、足の怪我で12月20日に再び負傷者リストに入り残りの試合を欠場した。
2018年6月下旬、バッカニアーズからリリースされた。

### シーホークス復帰
2018年8月1日、古巣のシーホークスと契約した。この年は先発として15試合に出場した。

### アリゾナ・カージナルス
2019年3月15日にアリゾナ・カージナルスと2年契約を結んだ。この年はレギュラーシーズン全16試合にRGとして先発出場した。2020年は怪我でフル出場は出来なかったが、13試合に出場した。

### カージナルス退団後
2021年8月21日にニューオーリンズ・セインツと契約したが、シーズン開幕前にリリースされた。
2022年7月27日にシーホークスと1日契約を結んで現役から引退した。